# Herlison Caion de Sousa Ferreira
Herlison Caion de Sousa Ferreira, auch einfach nur Caion genannt (* 5. Oktober 1990 in Caxias), ist ein brasilianischer Fußballspieler.

## Karriere
Das Fußballspielen erlernte Caion bei ADRC Icasa in Juazeiro do Norte. Seinen ersten Vertrag unterschrieb er 2008 bei Iraty SC, einem Club, der in Irati beheimatet ist. Über Ferroviário AC wechselte er 2009 nach Südkorea, wo er sich Gangwon FC, einem Verein, der in der höchsten Liga des Landes, der K League spielte, anschloss. Von 2012 bis 2014 spielte er bei mehreren brasilianischen Vereinen, u. a. bei SER Caxias do Sul, Mirassol FC, CA Bragantino, Náutico Capibaribe, Chapecoense, Grêmio Osasco Audax und Associação Portuguesa de Desportos. 2014 wechselte er in den Irak. Hier spielte er bis 2015 für den al-Shorta SC. Nach Europa wechselte er 2015 und unterschrieb einen Vertrag in Dänemark bei HB Køge in Køge. 2016 ging er wieder in seine Heimat Brasilien. Bis zu seinem Wechsel 2018 nach Südkorea zu Daegu FC spielte er bei EC Cruzeiro, Atlético Goianiense, Esteghlal Khuzestan FC, EC Juventude und Paysandu SC. Mit Daegu FC spielte er in der K League. Noch im gleichen Jahr unterschrieb er für die Rückserie in Thailand einen Vertrag beim damaligen Erstligisten Navy FC. Nach dem Abstieg er Navy verließ er Thailand und ging wieder nach Brasilien und spielte dort dreimal bei seinem ehemaligen Verein Paysandu SC. Zur Saison 2019 kam er wieder nach Thailand zurück, wo er einen Vertrag beim Erstligisten PT Prachuap FC unterschrieb. Nach der Hinrunde wurde er an den Ligakonkurrenten Chonburi FC ausgeliehen. Nach Beendigung der Ausleihe wurde Caion von Chonburi für 2020 fest verpflichtet. 2020 absolvierte er für Chonburi elf Erstligaspiele und schoss dabei sechs Tore. Ende Dezember 2020 nahm ihn Ligakonkurrent Suphanburi FC aus Suphanburi unter Vertrag. Nachdem er Suphanburi mit sieben Toren vor dem Abstieg in die zweite Liga gerettet hat, wechselte er im Mai 2021 nach Kanchanaburi zum Zweitligaaufsteiger Muangkan United FC. Nach 17 Zweitligaspielen und zwölf Toren wechselte er im Dezember 2021 nach Malaysia. Hier schloss er sich dem Erstligisten Selangor FC an. Für Selangor schoss er in 22 Erstligaspielen 14 Tore. Zu Beginn der Saison 2023 wechselte er im Januar 2023 zum ebenfalls in der ersten Liga spielenden Kuala Lumpur City FC. Nach 14 Erstligaspielen für Kuala Lumpur ging er im Juni 2023 nach Vietnam, wo er einen Vertrag beim Erstligisten Hà Nội FC unterschrieb. Am Ende der Saison 2023 wurde er mit dem Klub Vizemeister. Für den Verein bestritt er neun Erstligaspiele. Nach der Saison wurde sein Vertrag nicht verlängert. Im Januar 2024 kehrte er nach Thailand zurück, wo ihn sein ehemaliger Verein Chonburi FC unter Vertrag nahm. Am Ende der Saison 2023/24 belegte er mit Chonburi den 14. Tabellenplatz und musste somit in die zweite Liga absteigen. Nach dem Abstieg wurde sein Vertrag im Sommer 2024 nicht verlängert. Für die Sharks bestritt er fünf Ligaspiele. Nach einem halben Jahr Vereinslosigkeit kehrte er Ende 2024 wieder in seine Heimat zurück. Hier unterschrieb er einen Vertrag beim Joinville EC in Joinville. Mit dem Verein spielte er achtmal in der vierten Liga. Im Sommer 2025 kehrte er nach Thailand zurück. Hier unterschrieb er Ende Juli 2025 in Phrae einen Vertrag beim Zweitligisten Phrae United FC.

## Erfolge
Chapecoense
- Campeonato Brasileiro de Futebol – Série B: 2013 (2. Platz)

Selangor FC
- Malaysischer Pokalfinalist: 2022

Hà Nội FC
- Vietnamesischer Vizemeister: 2023